# Kill to get Crimson
Kill to get Crimson je peti studijski album Marka Knopflera izdan 2007. godine. Sve pjesme na albumu napisao je Mark Knopfler.

## Popis pjesama
1. "True Love Will Never Fade" - 4:21
2. "The Scaffolder’s Wife" - 3:52
3. "The Fizzy and the Still" - 4:07
4. "Heart Full of Holes" - 6:36
5. "We Can Get Wild" - 4:17
6. "Secondary Waltz" - 3:43
7. "Punish the Monkey" - 4:36
8. "Let It All Go" - 5:17
9. "Behind With the Rent" - 4:46
10. "The Fish and the Bird" - 3:45
11. "Madame Geneva’s" - 3:59
12. "In the Sky" - 7:29